# Jim Johnson (giocatore di baseball)
James Robert "Jim" Johnson, detto J.J. (Johnson City, 27 giugno 1983), è un giocatore di baseball statunitense, lanciatore di rilievo per i Los Angeles Angels nella Major League Baseball "MLB".
Nel 2012 è stato il vincitore del Rolaids Relief Man Award e leader di tutta la lega in salvezze.

## Carriera

### Gli inizi
"Jim" Johnson è nato nella città di Johnson City nello stato di New York. Cresciuto a Endicott, ha conseguito il diploma alla Union Endicott High School nel 2001. Nello stesso anno venne selezionato al 5º giro del draft amatoriale della MLB dai Baltimore Orioles come 143ª scelta. Come quasi ogni scelta del draft, Johnson ha iniziato a giocare nella Minor League Baseball con i Norfolk Tides in Tripla A entrando subito nella rotazione dei lanciatori partenti della squadra.

### Major League Baseball

#### Baltimore Orioles (2006-2013)

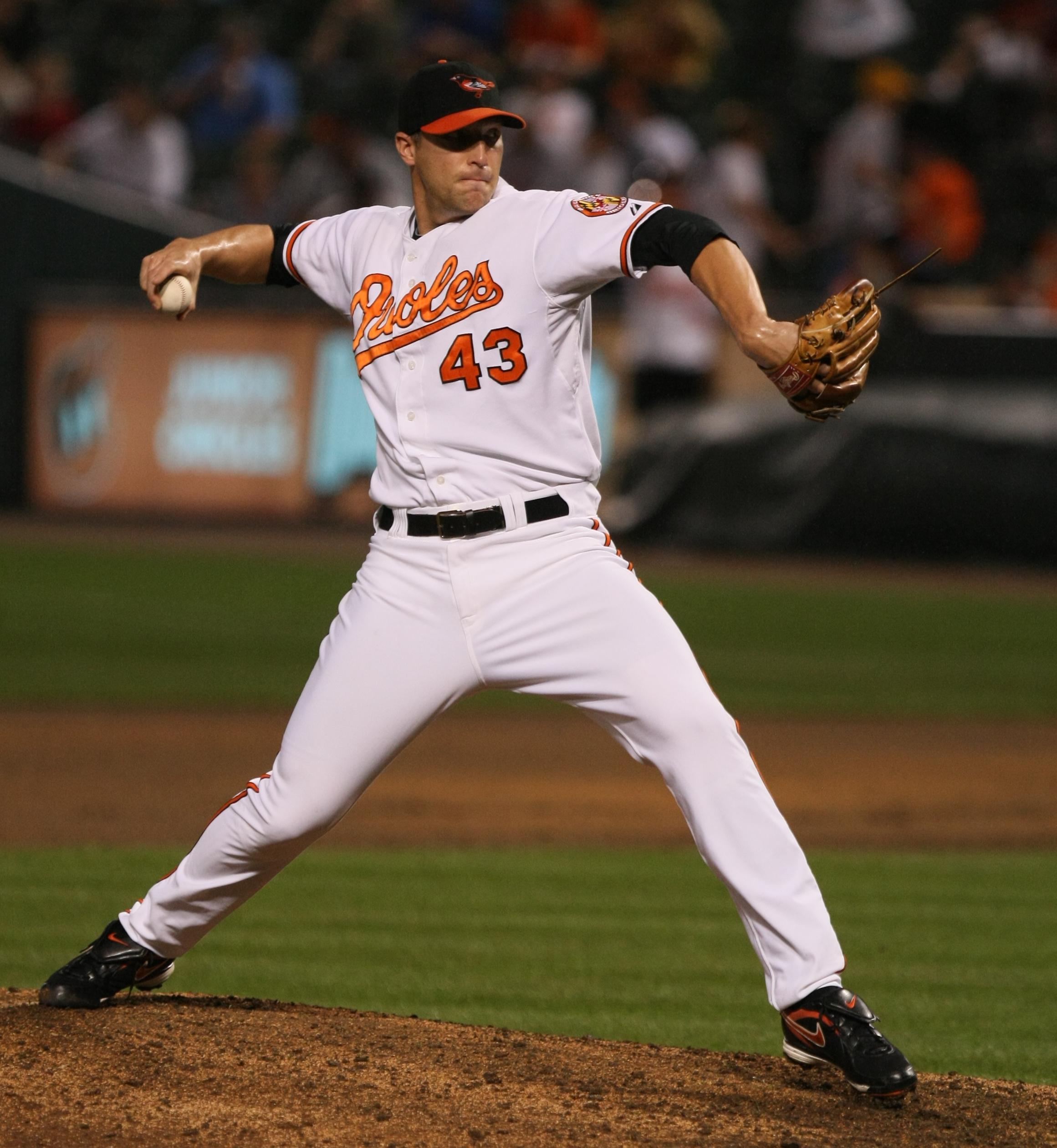
Johnson durante un lancio nella stagione 2009

Debuttò in MLB il 29 luglio 2006 al Oriole Park di Baltimora, contro i Chicago White Sox.
In ordine dal 2008 al 2011 ha collezionato 54, 64 e 36 presenze con un record di 13-16 nel bilancio vittorie e sconfitte.
Il 16 gennaio 2012, Johnson ha firmato un accordo di un altro anno con gli Orioles con un contratto dal valore di 2.625.000 dollari che avrebbe ricevuto per la stagione 2012.
Nel mese di maggio del 2012 ha vinto il premio Delivery Man of the Month Award e il 1º luglio è stato selezionato per prendere parte all'All-Star Game.
Il 21 settembre 2012 eguaglia il record di tutti i tempi in salvezze degli Orioles con 46 superando il precedente record di Randy Myers.
Il suo successivo passaggio è stato con la salvezza numero 50 che lo rese il 10° lanciatore nella storia a superare tale cifra chiudendo la stagione con 51 che gli permise di vincere il premio Rolaids Relief Man Award come miglior closer dell'anno chiudendo anche come leader sia dell'American League che di tutta la MLB.
Gli Orioles nella stagione 2012 riuscirono a classificarsi per i playoff e come primo avversario sul loro cammino si contrapposero i New York Yankees.
Johnson nelle sue prima presenza ai playoff è entrato quando la sua squadra stava sul 2-2 terminando poi 7-2 a favore degli Yankees.
Nuovamente Johnson entrò quando il risultato era in bilico concedendo un fuoricampo a Raúl Ibañez.
In gara 4 conquistò la sua primo salvezza nei playoff dando la vittoria alla sua squadra.

#### Athletics e Tigers (2014)
Il 2 dicembre 2013, Johnson fu scambiato con gli Oakland Athletics, in cambio dell'interno Jemile Weeks e un giocatore da stabilire in futuro, identificato poi in David Freitas.
Giocò la stagione 2014 con i Athletics, fino a quando fu svincolato dalla squadra il 1º agosto. Il 5 agosto firmò un contratto di minor league con i Detroit Tigers, al termine della stagione totalizzò 16 presenze in MLB con i Tigers.

#### Braves e Dodgers (2015)
Il 3 dicembre 2014 Johnson firmò un contratto di un anno per $1.6 milioni con gli Atlanta Braves.
Il 30 luglio 2015, fu scambiato con i Los Angeles Dodgers. Fu svincolato dalla squadra a stagione ultimata il 14 ottobre.

#### Ritorno ad Atlanta (2016-2017)
Il 30 novembre 2015 Johnson firmò, nuovamente con i Braves, un anno di contratto per $2.5 milioni.
Firmò il 2 ottobre 2016 un'estensione del contratto di due anni.

#### Los Angeles Angels (2018-presente)
Il 30 novembre 2017 i Braves scambiarono Johnson con i Los Angeles Angels, in cambio del lanciatore della minor league Justin Kelly.

## Palmarès
- MLB All-Star: 1

2012
- Leader dell'American League in salvezze: 2

2012, 2013
- Miglior lanciatore di rilievo della American League: 1

2012
- (1) DHL Delivery Man del mese (maggio 2012)
- National League "NL" Lanciatore della settimana - (31 luglio 2016)
- Futures Game Selection (2005)
- Mid-Season All-Star della Eastern League "EAS" (2006)
- Lanciatore dell'anno della Carolina League "CAR" (2005)
- Post-Season All-Star della CAR (2005)

### Record MLB
- Leader di tutti i tempi in salvezze dei Baltimore Orioles con 51 (2012)
- Uno dei soli dieci giocatori con 50 o più salvezze, con 51 (2012)

### Statistiche vita
| Anno   | Squadra           | Partite giocate | Vittorie-sconfitte | Strikeout | ERA  | Salvezze               |
| ------ | ----------------- | --------------- | ------------------ | --------- | ---- | ---------------------- |
| 2006   | Baltimore Orioles | 1               | 0-1                | 0         | 24.0 | 0                      |
| 2007   | Baltimore Orioles | 1               | 0-0                | 1         | 9.0  | 0                      |
| 2008   | Baltimore Orioles | 54              | 2-4                | 38        | 2.23 | 1                      |
| 2009   | Baltimore Orioles | 64              | 4-6                | 49        | 4.11 | 10                     |
| 2010   | Baltimore Orioles | 26              | 1-1                | 22        | 3.42 | 1                      |
| 2011   | Baltimore Orioles | 69 (7° in AL)   | 6-5                | 58        | 2.67 | 9                      |
| 2012   | Baltimore Orioles | 71              | 2-1                | 41        | 2.49 | 51 (1° in AL e in MLB) |
| 2013   | Baltimore Orioles | 2               | 0-0                | 1         | 0.00 | 2                      |
| Totale | 8 stagioni        | 288             | 15-18              | 210       | 3.12 | 74                     |